# Шарль II де Лален
Граф Шарль II де Лален (фр. Charles II de Lalaing; ок. 1506 — 22 ноября 1558, Брюссель), барон д'Экорне и Монтиньи, сеньор де Бракль, Сент-Обен — военачальник и государственный деятель Габсбургских Нидерландов.
Сын графа Шарля I де Лалена и Жаклин де Люксембург.
Камергер Карла V и Филиппа II, член государственного и тайного советов, шеф финансов, сенешаль Фландрии, последовательно был губернатором Утрехта, Голландии и Зеландии, герцогства Люксембург и графства Шиме, в 1549—1556 великий бальи, губернатор и капитан-генерал Эно, Камбре и Камбрези. Был генерал-губернатором Нидерландов в отсутствие Карла V в 1530—1531, и с 1557.
В 1520—1524 носил титул епископа Кории в Эстремадуре.
В 1531 на капитуле в Турне принят в рыцари ордена Золотого руна.
Капитан роты из 200 тяжеловооруженных всадников. В 1543 году участвовал в битве при Ситтарте в герцогстве Юлихском, командовал легкой кавалерией и проявил в сражении большую храбрость; под ним была убита лошадь. Затем воевал в Люксембурге и Пикардии в качестве капитан-генерала имперской армии. Взял города Вервен и Боэн.
В 1553 был направлен послом в Англию, просить руки королевы Марии Тюдор для инфанта Филиппа, затем представлял жениха на церемонии бракосочетания по доверенности.
В 1555 был одним из руководителей имперской делегации на Маркской мирной конференции, а 5 февраля 1556 вместе с адмиралом Колиньи подписал Восельский договор о пятилетнем перемирии, после чего отправился к Генриху II в Блуа для его ратификации.
В 1557 сражался в битве при Сен-Кантене, и внес большой вклад в победу, приняв участие в решающей кавалерийской атаке.
Болезнь помешала ему принять участие в переговорах об окончательном мире, и он умер до завершения конференции в Като-Камбрези.
Купил у Луи де Бурбона, герцога де Монпансье, сеньорию Конде.

## Семья
1-я жена (30.08.1528): Мария Маргарита де Крой (6.12.1508—8.07.1540), дама де Ваврен, Эскоссин, Марпуа и Бербьер, сенешальша Фландрии, дочь Шарля I де Кроя, принца де Шиме, и Луизы д'Альбре, дамы д'Авен и Ландреси
Дети:
- граф Филипп II де Лален (ум. 14.05.1582). Жена (7.06.1569): Маргарита де Линь (24.02.1552—24.02.1611), графиня д'Аренберг, дочь Жана де Линя, принца д'Аренберга, и Маргариты де Ламарк
- 11 детей, умерших раньше отца

2-я жена: Мария де Монморанси (ум. 5.02.1570), дочь Жозефа де Монморанси, сеньора де Нивеля, и Анны ван Эгмонт. Вторым браком вышла за графа Петера Эрнста I фон Мансфельда
Дети:
- Юг де Лален (11.1551—28.09.1618), сеньор де Конде, vir non integrae mentis
- Максимилиан де Лален, ум. в три месяца
- Эмманюэль-Филибер де Лален (5.05.1557—27.12.1590), маркиз де Ранти. Жена (7.06.1569): Анна де Крой (ум. 13.05.1608), маркиза де Ранти, дочь Гийома де Кроя, маркиза де Ранти, и Анны де Ренесс
- Анна де Лален, канонисса в Ла-Торе
- Корнелия де Лален, канонисса в Ла-Торе
- Изабелла де Лален, канонисса в Монсе
- Жаклин де Лален, канонисса в Монсе
- Элен де Лален, ум. в 8 лет
- Филиппа-Кристина де Лален (ок. 1545—9.06.1582). Муж (контракт 26.04.1571, свадьба 2.07.1572): Пьер де Мелён, принц д'Эпинуа (1550—1594)